# Guwançmuhammet Öwekow
Guwançmuhammet Öwekow (né le 2 février 1981 à Achgabat à l'époque en RSS du Turkménistan et aujourd'hui au Turkménistan) est un footballeur international turkmène qui évoluait au poste de milieu de terrain et d'attaquant, avant de devenir ensuite entraîneur.

## Biographie

### Carrière de joueur

#### Carrière en club
Guwançmuhammet Öwekow joue au Turkménistan, en Ukraine, en Ouzbékistan, et au Kazakhstan.

#### Carrière en sélection
Guwançmuhammet Öwekow reçoit 22 sélections en équipe du Turkménistan entre 2003 et 2010, inscrivant neuf buts.
Il participe avec l'équipe du Turkménistan à la Coupe d'Asie des nations 2004 organisée en Chine. Lors de cette compétition, il joue trois matchs : contre l'Arabie saoudite, l'Irak, et l'Ouzbékistan.
Le 1er août 2008, il inscrit un quadruplé contre l'Afghanistan, lors des éliminatoires de la Coupe d'Asie 2011.
Il dispute également les éliminatoires du mondial 2006 et les éliminatoires du mondial 2010. Il inscrit quatre buts lors de ces éliminatoires.

## Palmarès

### Palmarès de joueur
| Nisa Achgabat - Championnat du Turkménistan (1) : - Champion : 2001. - Coupe du Turkménistan : - Finaliste : 2000. |  | Zorya Louhansk - Championnat d'Ukraine D2 (1) : - Champion : 2005-06. |  | FC Balkan - Championnat du Turkménistan (2) - Champion : 2011 et 2012. - Supercoupe du Turkménistan (1) : - Vainqueur : 2011. |

| Altyn Asyr - Coupe du Turkménistan : - Finaliste : 2013.                                                  |  | Ahal Änew \| - Championnat du Turkménistan : - Vice-champion : 2014. - Coupe du Turkménistan (1) : - Vainqueur : 2014. \| \| - Supercoupe du Turkménistan (1) : - Vainqueur : 2014. \| |
| - Championnat du Turkménistan : - Vice-champion : 2014. - Coupe du Turkménistan (1) : - Vainqueur : 2014. |  | - Supercoupe du Turkménistan (1) : - Vainqueur : 2014. |

### Palmarès d'entraîneur
Ahal Änew
| - Championnat du Turkménistan : - Vice-champion : 2014. - Coupe du Turkménistan (1) : - Vainqueur : 2014. |  | - Supercoupe du Turkménistan (1) : - Vainqueur : 2014. - Finaliste : 2015. |